# ینگی‌یر
ینگی‌یِر (به ازبکی: Янгиер) شهری در ولایت سیردریا کشور ازبکستان است که در سرشماری سال ۲۰۱۰ میلادی، ۳۷٬۰۵۹ نفر جمعیت داشته است.